# Тешиловский сельсовет
Тешиловский сельсовет — упразднённая административно-территориальная единица, существовавшая на территории Московской губернии и Московской области до 1954 года.
Тешиловский сельсовет был образован в первые годы советской власти. По данным 1918 года он входил в состав Хотьковской волости Дмитровского уезда Московской губернии.
В 1921 году Хотьковская волость была передана в Сергиевский уезд.
В 1925 году к Тешиловскому с/с был присоединён Васьковский с/с, но уже в 1927 году он был выделен обратно.
По данным 1926 года в состав сельсовета входили 5 населённых пунктов — Тешилово, Васьково, Иванково, Уголки и Фофанково.
В 1929 году Тешиловский с/с был отнесён к Сергиевскому (с 1930 — Загорскому) району Московского округа Московской области. При этом к нему снова был присоединён Васьковский с/с.
14 июня 1954 года Тешиловский с/с был упразднён. При этом его территория была включена в Ахтырский сельсовет.